# 色柯镇
色柯镇，是中华人民共和国四川省甘孜藏族自治州色达县下辖的一个乡镇级行政单位。

## 行政区划
色柯镇下辖以下地区：
幸福社区、团结社区、光明社区、约若一村、约若二村、解放一村、解放二村、幸福一村、幸福二村、姑咱一村和姑咱二村。